# La scuola della maldicenza
La scuola per la maldicenza (The School for Scandal) è una commedia di maniera scritta da Richard Brinsley Sheridan e portata al debutto a Londra nel 1777. La commedia ha goduto di enorme successo e popolarità sin dal debutto ed è stata riconosciuta come una delle migliori in lingua inglese da eminenti critici come William Hazlitt, Edmund Gosse e Charles Lamb.

## Trama
Maria, la pupilla di Sir Peter Teazle, è corteggiata dai fratelli Joseph e Charles Surface. Lady Sneerwell, una ricca e giovane vedova che ha fondato la Scuola delle maldicenze, ha deciso di sposare Charles e comincia così a mettere in giro delle false voci secondo le quali l'amato avrebbe una relazione con Lady Teazle, nella speranza di mandare a monte i piani tra Maria e Charles. In realtà è Joseph che cerca di sedurre Lady Teazle.
Intanto uno zio dei due giovani, il ricco Sir Oliver, si è recato in città per esaminare in segreto i due nipoti, che non vede da sedici anni, per decidere a quale dei due lascerà la sua immensa fortuna. Ma Sir Oliver resta amaramente deluso, prima dalla licenziosità di Charles e poi dall'ipocrisia di Joseph. Sir Peter intanto viene a conoscenza delle voci della tresca tra la moglie e Charles, ma dopo un momentaneo sospiro di sollievo dopo averle riconosciute come semplici maldicenze, l'aristocratico scopre con orrore che la moglie è corteggiata da Joseph. Soltanto dopo essersi reso conto che Lady Teazle non ha mai ricambiato i sentimenti di Joseph Sir Peter la perdona e dà a Maria il permesso di sposare Charles.